# 창바이 철로
창바이 철로(중국어: 长白铁路)는 중국 지린성 창춘시(长春市) 서쪽에서 창바이시(白城市)까지 이르는 철도 노선이다. 총연장 327 km이며, 전구간 복선전철화가 되어있다.
창춘 철도의 중심역인 창춘 북역(長春北站)에서 시작되어 눙안(农安)과 쑹위안(松原), 다안(大安)을 거쳐 바이청시(白城市)까지 이르고, 바이허선, 핑치선과 연결된다. 창바이 철로와 창투 철로는 지린성 동서방향의 철도 통로를 구성하는데, 이 노선에서 바이청, 쑹위안, 창춘 등 주요 도시를 통과한다.

## 역사
- 1934년 4월 전 구간을 5개구간으로 나눠 동시에 착공하여 1935년 11월 준공하였다.[1]
- 1946년 중국 동북해방전쟁(东北解放战争) 기간 중, 창바이 철로 운영이 중단되고 폐쇄되었다.
- 전쟁이 심화됨에 따라, 전선이 창춘 근교까지 진행되었다. 1947년 바이청 앞 구간의 철도가 복구 및 개통되었다.
- 복구는 1958년, 1971년 창춘 앞 구간의 차량 운행이 재개되어 영업 운행을 하였다.
- 2000-2002년 일부 구간의 기술은 무봉(无缝) 궤도로 교체되었다.
- 2014년 12월 31일, 창바이 철로 복선 착공. 복선 공사는 창바이우 쾌속철로(长白乌快速铁路)로 승격되었다.[2]
- 2017년 8월 8일, 창바이 철로의 연장선이 정식 개통되었으며, 장춘에서 쑹위안, 바이청, 울란하테까지 EMU 열차가 매일 운행했다.[3]